# Grand Prix Nizozemska 1950
I Grote Prijs van Nederland byla 15. závodem formule 1 v roce 1950.

## Pruběh závodu

### Účastníci
Početní převahu ve startovním poli mělo Maserati. Scuderia Achille Varzi nasadila Maserati 4CLT/48 s argentinskou dvojicí Fangio González, u týmu Enrico Platé se očekávala osvědčená šlechtická dvojice Princ Bira a Toulo de Graffenried, jehož ale odsunul na střídačku majitel Enrico Platé. Také Scuderia Ambrosiana nechala odpočívat Louise Chirona a nasadila Rega Parnella a Davida Murraye.
Velké početní zastoupení měl i Talbot, kromě továrního týmu, Automobiles Talbot-Darracq SA, který připravil vozy pro Raymonda Sommera, Philippe Étancelina, Louise Rosiera a Yvese Giraud-Cabantouse, přivezl tyto vozy do Holandska i Belgičan Johnny Claes. Třetí značkou, která se závodu v Zandvoortu zúčastnila byla italská automobilka Ferrari, tovární Scuderii Ferrari reprezentovali osvědčení Alberto Ascari a Luigi Villoresi, soukromě se s Ferrari prezentoval Peter Whitehead. Startovní listina tak obsahovala pouhých 14 jmen plus dva náhradníky.

### Závod
Nejrychlejším mužem kvalifikace byl Raymond Sommer, na kterého druhý Fangio na Maserati ztratil více než 1 sekundu, v první řadě je doplnil Fangiuv krajan González. Do druhé řady se postavili Rosier a Villoresi, kteří zajeli shodné časy. Alberto Ascari, který jako jediný startoval s upraveným vozem formule 2, startoval ze 7. místa. Závod byl zklamáním pro Juana Manuela Fangia, který musel ze závodu odstoupit, po urputném boji s Rosierem. Problémům se nevyhnul ani González, jehož vůz začal hořet v momentě, když stál u svých mechaniků. Po uhašení se González rozhodl v závodě pokračovat a dokázal dojet na sedmém místě. Závod se dobře vyvinul pro Ferrari, jak Villoresi tak Ascari se protlačili na stupně vítězů, vše zpečetil čtvrtým místem Peter Whitehead, jedoucí na soukromém Ferrari 125.

## Výsledky
- 23. červenec 1950
- Okruh Zandvoort
- 90 kol x 4.193 km / 377.37 km

| Legenda k tabulce | Legenda k tabulce                                                                       |
| Barva             | Výsledek                                                                                |
| ----------------- | --------------------------------------------------------------------------------------- |
| Zlatá             | Vítěz                                                                                   |
| Stříbrná          | 2. místo                                                                                |
| Bronzová          | 3. místo                                                                                |
| Zelená            | Bodované umístění                                                                       |
| Modrá             | Nebodované umístění                                                                     |
| Modrá             | Dokončil neklasifikován (NC)                                                            |
| Fialová           | Odstoupil (Ret)                                                                         |
| Červená           | Nekvalifikoval se (DNQ)                                                                 |
| Červená           | Nepředkvalifikoval se (DNPQ)                                                            |
| Černá             | Diskvalifikován (DSQ)                                                                   |
| Bílá              | Nestartoval (DNS)                                                                       |
| Bílá              | Závod zrušen (C)                                                                        |
| Světle modrá      | Pouze trénoval (PO)                                                                     |
| Světle modrá      | Páteční testovací jezdec (TD)                                                           |
| Bez barvy         | Netrénoval (DNP)                                                                        |
| Bez barvy         | Vyřazen (EX)                                                                            |
| Bez barvy         | Nepřijel (DNA)                                                                          |
| Bez barvy         | Odvolal účast (WD)                                                                      |
| Bez barvy         | Nezúčastnil se (prázdné)                                                                |
| Označení          | Význam                                                                                  |
| Tučnost           | Pole position                                                                           |
| Kurzíva           | Nejrychlejší kolo                                                                       |
| †                 | Jezdec nedojel do cíle, ale byl klasifikován, protože odjel více než 90 % délky závodu. |
| ‡                 | Byl udělován poloviční počet bodů, protože bylo odjeto méně než 75 % délky závodu.      |
| Horní index       | Umístění bodujících jezdců ve sprintu                                                   |

| Pozice | Č  | Jezdec                | Vůz              | Kolo | Čas                        | +/- | Pole | Nej. kolo |
| ------ | -- | --------------------- | ---------------- | ---- | -------------------------- | --- | ---- | --------- |
| 1      | 18 | Louis Rosier          | Talbot T26C-DA   | 90   | 3h03m³6.3                  | 3   | 4    |           |
| 2      | 6  | Luigi Villoresi       | Ferrari 125      | 90   | á 1:13,0                   | 3   | 5    |           |
| 3      | 8  | Alberto Ascari        | Ferrari 166      | 90   | á 1:13,0                   | 4   | 7    |           |
| 4      | 10 | Peter Whitehead       | Ferrari 125      | 88   | à 2 kola                   | 7   | 11   |           |
| 5      | 24 | Princ Bira            | Maserati 4CLT/48 | 87   | à 3 kola                   | 3   | 8    |           |
| 6      | 28 | David Murray          | Maserati 4CLT/48 | 85   | à 5 kol                    | 8   | 14   |           |
| 7      | 4  | Jose Froilán Gonzalez | Maserati 4CLT/48 | 84   | à 6 kol                    | 4   | 3    |           |
| Pozice | Č  | Odstoupili            | Vůz              | Kolo | Čas                        | +/- | Pole | Nej. kolo |
| Ret    | 14 | Johnny Claes          | Talbot T26C      | 77   | Havárie                    |     | 12   |           |
| Ret    | 16 | Philippe Étancelin    | Talbot T26C-DA   | 60   | Olejová pumpa              |     | 9    |           |
| Ret    | 26 | Reg Parnell           | Maserati 4CLT/48 | 42   | Zadní náprava              |     | 10   |           |
| Ret    | 12 | Raymond Sommer        | Talbot T26C-DA   | 37   | Spojka                     |     | 1    | 1:52.1    |
| Ret    | 2  | Juan Manuel Fangio    | Maserati 4CLT/48 | 24   | Zastavení                  |     | 2    |           |
| Ret    | 20 | Yves Giraud-Cabantous | Talbot T26C-DA   | 20   | Motor                      |     | 6    |           |
| Ret    | 22 | Enrico Platé          | Maserati 4CLT/48 | 1    | Motor                      |     | 13   |           |
| Pozice | Č  | Nestartoval           | Vůz              | Kolo | Příčina                    | +/- | Pole | Nej. kolo |
| DNS    | 22 | Toulo de Graffenried  | Maserati 4CLT/48 |      | střídání s Enrico Platé    |     |      |           |
| DNS    | 82 | Louis Chiron          | Talbot T26C      |      | střídání s David Murrajyem |     |      |           |

### Nejrychlejší kolo
- Raymond Sommer (Talbot-Lago T26C-DA), 1:52.1

### Postavení na startu
| _______3_______ Jose Froilan Gonzalez Maserati 1:54.7 |                                                | _______2_______ Juan Manuel Fangio Maserati 1:53.0 |                                                  | _______1_______ Raymond Sommer Talbot 1:51.8        |
|                                                       | _______5_______ Luigi Villoresi Ferrari 1:55.0 |                                                    | _______4_______ Louis Rosier Talbot 1:55.0       |                                                     |
| _______8_______ Princ Bira Maserati 1:57.4            |                                                | _______7_______ Alberto Ascari Ferrari 1:56.9      |                                                  | _______6_______ Yves Giraud-Cabantous Talbot 1:55.2 |
|                                                       | _______10_______ Reg Parnell Maserati 1:58.3   |                                                    | _______9_______ Philippe Étancelin Talbot 1:57.6 |                                                     |
| _______13_______ Enrico Platé Maserati 2:01.4         |                                                | _______12_______ Johnny Claes Talbot 1:59.7        |                                                  | _______11_______ Peter Whitehead Ferrari 1:58.4     |
|                                                       | _______15_______                               |                                                    | _______14_______ David Murray Maserati 2:08.1    |                                                     |

## Startovní listina
| Č. | Pilot                  | Tým                           | Šasi             | Motor                    | Pneumatiky |
| -- | ---------------------- | ----------------------------- | ---------------- | ------------------------ | ---------- |
| 2  | Juan Manuel Fangio     | Scuderia Achille Varzi        | Maserati 4CLT/48 | Maserati 4CL S4 Super    |            |
| 4  | Froilan Gonzales       | Scuderia Achille Varzi        | Maserati 4CLT/48 | Maserati 4CL S4 Super    |            |
| 6  | Luigi Villoresi        | Scuderia Ferrari              | Ferrari 125      | Ferrari 125-F1 V12 Super |            |
| 8  | Alberto Ascari         | Scuderia Ferrari              | Ferrari 166      | Ferrari 166-F2 V12       |            |
| 10 | Peter Whitehead        | Privátní                      | Ferrari 125      | Ferrari 125-F1 V12 Super |            |
| 12 | Raymond Sommer         | Automobiles Talbot-Darracq SA | Talbot T26C-DA   | Talbot 23CV S6           |            |
| 14 | Johnny Claes           | Ecurie Belge                  | Talbot T26C      | Talbot 23CV S6           |            |
| 16 | Phillipe Étancelin     | Automobiles Talbot-Darracq SA | Talbot T26C-DA   | Talbot 23CV S6           |            |
| 18 | Louis Rosier           | Automobiles Talbot-Darracq SA | Talbot T26C-DA   | Talbot 23CV S6           |            |
| 20 | Yves Giraud-Cabantous  | Automobiles Talbot-Darracq SA | Talbot T26C-DA   | Talbot 23CV S6           |            |
| 22 | Enrico Platé           | Enrico Platé                  | Maserati 4CLT/48 | Maserati 4CL S4 Super    |            |
| 22 | Emanuel de Graffenried | Enrico Platé                  | Maserati 4CLT/48 | Maserati 4CL S4 Super    |            |
| 24 | Princ Bira             | Enrico Platé                  | Maserati 4CLT/48 | Maserati 4CL S4 Super    |            |
| 26 | Reg Parnell            | Scuderia Ambrosiana           | Maserati 4CLT/48 | Maserati 4CL S4 Super    |            |
| 28 | David Murray           | Scuderia Ambrosiana           | Maserati 4CLT/50 | Maserati 4CL S4 Super    |            |
| 28 | Louis Chiron           | Scuderia Ambrosiana           | Maserati 4CLT/50 | Maserati 4CL S4 Super    |            |

| Pole position  | Vítězství      | Nej. kolo      |
| Raymond Sommer | Louis Rosier   | Raymond Sommer |
| Talbot T26C-DA | Talbot T26C-DA | Talbot T26C-DA |
| 1'51.8         | 3:03'36.3      | 1'52.1         |
| 135.016 km/h   | 120.694 km/h   | 134.655 km/h   |
| -------------- | -------------- | -------------- |